# NGC 1196
NGC 1196 è una galassia lenticolare situata nella costellazione dell'Eridano, a una distanza di circa 154 milioni di anni luce dalla nostra Via Lattea.

## Scoperta
La galassia è stata scoperta il 22 novembre 1835 dall'astronomo britannico John Herschel.